# Borys Romantschenko

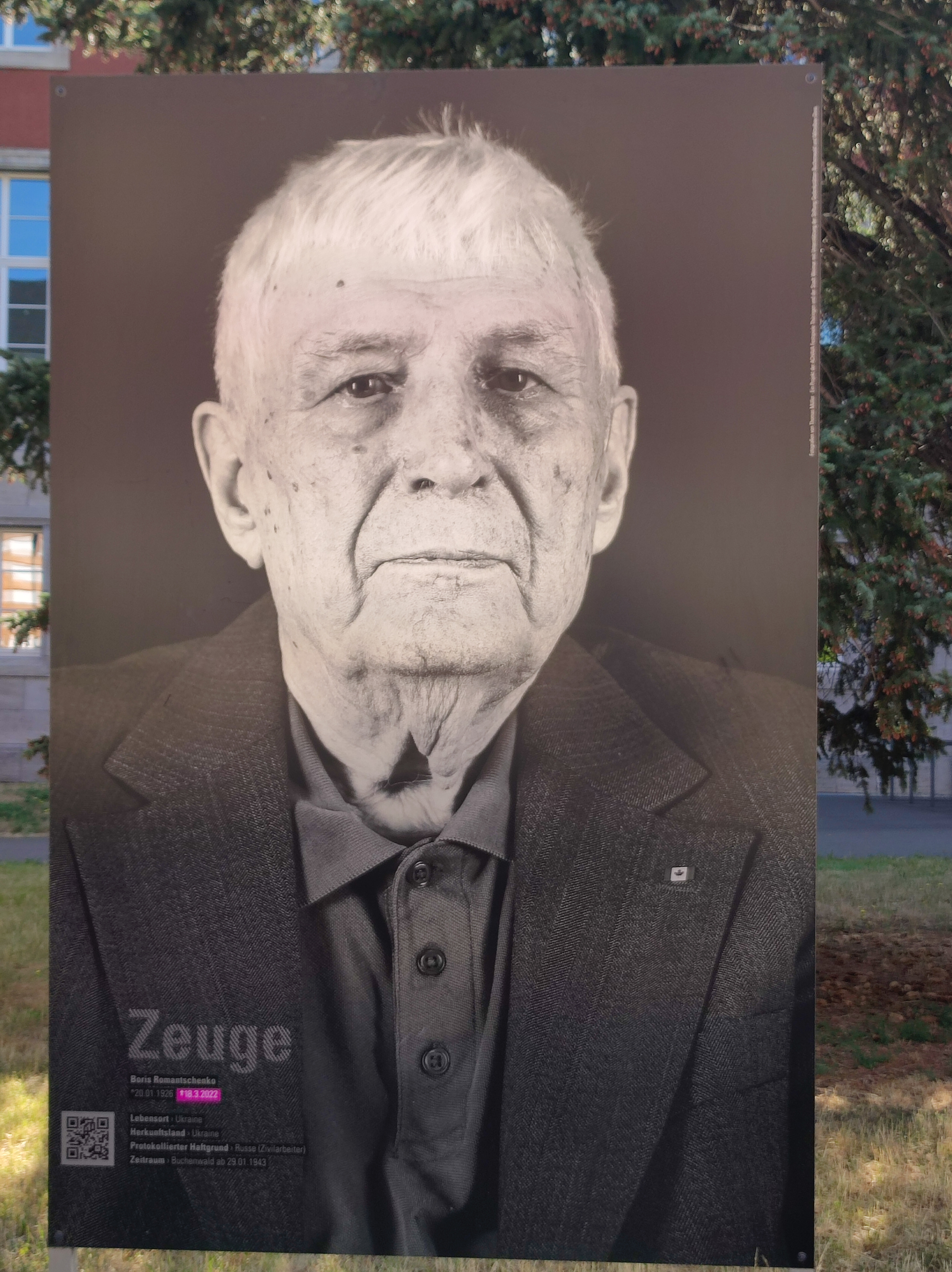
Porträt von Borys Romantschenko in Weimar

Borys Tymofijowytsch Romantschenko (ukrainisch Борис Тимофійович Романченко, russisch Борис Тимофеевич Романченко ‚Boris Timofejewitsch Romantschenko‘; * 20. Januar 1926 in Bondari bei Sumy, Ukrainische SSR, Sowjetunion; † 18. März 2022 in Charkiw, Ukraine) war ein sowjetischer bzw. ukrainischer Überlebender der Konzentrationslager Buchenwald, Peenemünde, Mittelbau-Dora und Bergen-Belsen. Er wurde beim russischen Überfall auf die Ukraine durch einen Bombenangriff getötet.

## Leben

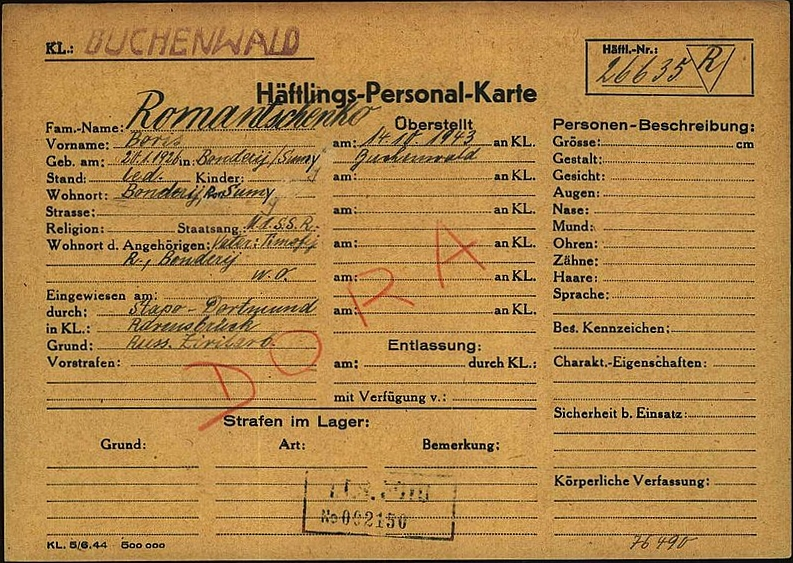
Häftlings-Personal-Karte Romantschenkos, Konzentrationslager Buchenwald, Häftlingsnummer 26635

Borys Romantschenko war der Sohn von Tymofej Romantschenko. Er wurde nach dem nationalsozialistischen Angriffskrieg der Wehrmacht auf die Sowjetunion 1942 als 16-Jähriger von deutschen Streitkräften nach Dortmund verschleppt, um unter Tage Zwangsarbeit zu leisten. Er versuchte zu fliehen, wurde jedoch aufgegriffen. Daraufhin wurde er im Januar 1943 in das Konzentrationslager Buchenwald deportiert. Von dort wurde er in die Heeresversuchsanstalt Peenemünde überstellt und musste an der V2-Rakete mitbauen. Weitere Stationen seiner Inhaftierungen waren das KZ Mittelbau-Dora und das KZ Bergen-Belsen. Nach der Befreiung von dort am 11. April 1945 musste Romantschenko in der damaligen Sowjetarmee bis 1950 Dienst in der SBZ/DDR leisten. Danach konnte er in seine Heimat zurückkehren, wo er an der Bergbau-Akademie in Charkiw studierte und anschließend als leitender Ingenieur arbeitete.
Er engagierte sich für die Gedenkarbeit in der Lagerarbeitsgemeinschaft Buchenwald-Dora und Kommandos. Er wurde Vizepräsident des Internationalen Komitees Buchenwald-Dora und Kommandos für die Ukraine (IKBD). Am 12. April 2015 sprach er auf dem Appellplatz des KZ Buchenwald den Schwur von Buchenwald in russischer Sprache: „Наш идеал — построить новый мир мира и свободы“ („Der Aufbau einer neuen Welt des Friedens und der Freiheit ist unser Ideal“).
Aufgrund der COVID-19-Pandemie verließ Romantschenko monatelang seine Wohnung nicht mehr. Bei einem russischen Bombenangriff traf ein Geschoss am 18. März 2022 das mehrstöckige Gebäude, in dem er wohnte. Romantschenko starb, seine Wohnung brannte aus.
Er hinterließ einen Sohn und eine Enkeltochter.

## Gedenken
Der Deutsche Bundestag gedachte seiner am 22. März 2022 mit einer Schweigeminute.
Am selben Tag fand vor einem großformatigen Porträt Romantschenkos, das Teil der Ausstellung Seht die Zeugen am Jorge-Semprún-Platz vor dem Thüringer Landesverwaltungsamt in Weimar ist, eine Gedenkstunde für ihn und alle Opfer des Ukrainekrieges statt. Sie wurde von der Stiftung Gedenkstätte Buchenwald und Mittelbau-Dora, der Stadt Weimar, dem Bürgerbündnis gegen Rechtsextremismus, der Initiative für Frieden und Solidarität mit der Ukraine und den Achava-Festspielen veranstaltet. Der Trauerkundgebung schlossen sich auch Vertreter der Politik, darunter der Thüringer Ministerpräsident Bodo Ramelow, an.
Der Stadtrat von Leipzig beschloss in seiner Sitzung am 9. November 2022, die Turmgutstraße in Leipzig-Gohlis, in der sich noch bis Ende Dezember 2023 das Generalkonsulat der Russischen Föderation in Leipzig befand, in „Boris-Romantschenko-Straße“ umzubenennen. In der Begründung des von der Fraktion Die Linke eingebrachten Antrags heißt es, man wolle „diesem Überlebenden des Faschismus und Kämpfer für Frieden und Freiheit ein Denkmal“ sowie „ein symbolträchtiges Zeichen gegen den Krieg der [r]ussischen Regierung gegen die Ukraine, der nun schon mehrere Monate andauert und Tod, Gewalt und Zerstörung hervorbringt“, setzen. Die Umbenennung ist seit dem 22. Mai 2023 bestandskräftig.
Der Unions-Oppositionsführer Friedrich Merz erinnerte am 2. März 2023 bei einer Bundestagsdebatte an Romantschenko.